# يارا شهيدي
يارا شهيدي (بالإنجليزية: Yara Shahidi)‏ ممثلة أمريكية ولدت في 10 فبراير 2000 في منيابولس، مينيسوتا، الولايات المتحدة بدأت مشوارها الفني عام 2007 .

## روابط خارجية
- الموقع الرسمي
- يارا شهيدي على موقع IMDb (الإنجليزية)
- يارا شهيدي على موقع ألو سيني (الفرنسية)
- يارا شهيدي على موقع ميوزك برينز (الإنجليزية)
- يارا شهيدي على موقع أول موفي (الإنجليزية)
- يارا شهيدي على موقع قاعدة بيانات الأفلام السويدية (السويدية)
- يارا شهيدي على موقع قاعدة بيانات الفيلم (الإنجليزية)
- يارا شهيدي على موقع كينوبويسك (الروسية)